# Taras (mitología)

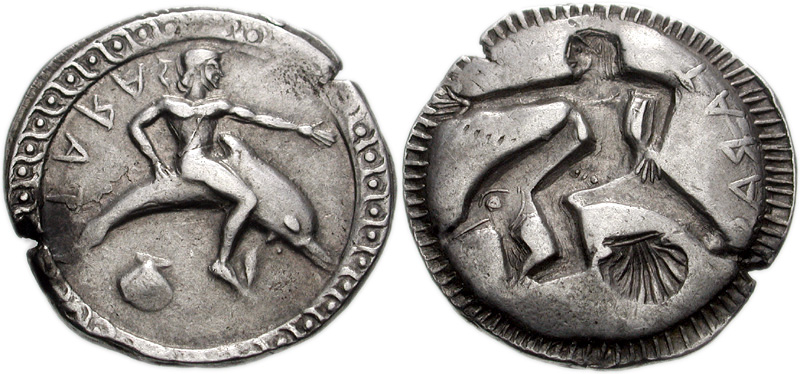
Moneda de plata de Tarento que representa a Taras sobre un delfín.

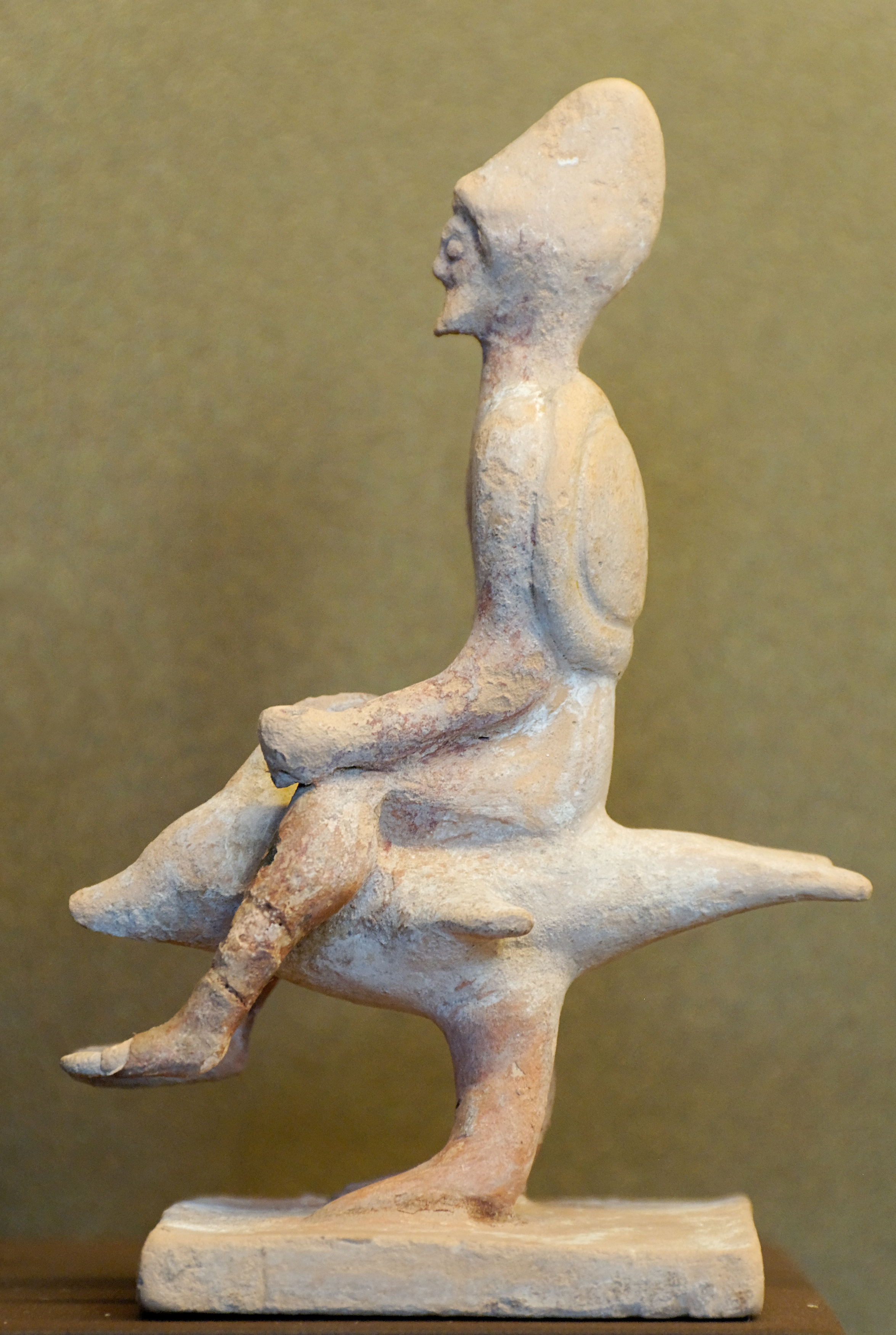
Guerrero identificado como Taras montado en un delfín. Figurilla de terracota de Tanagra (finales siglo V-principios. Museo del Louvre.

Taras (griego antiguo: Τάρας), en la mitología griega, fue el fundador epónimo de la colonia griega de Taras (Tarentum, actual Tarento), en la Magna Grecia (actual sur de Italia).

## Familia
Taras era hijo de Poseidón y de Satyria, una ninfa tarentina o de una hija de Minos.
Taras se casó con Satureia, hija del rey Minos.

## Mitología
Taras está estrechamente vinculada a la ciudad de Tarento, ya que, según la leyenda, fue el fundador espiritual de la antigua colonia de la Magna Grecia. Hacia el año 2000 a. C., Taras llegó a esta región con una flota. Pero Taras naufragó y su padre lo rescató enviándole un delfín al que montó para atravesar el mar desde el promontorio de Taenarum hasta el sur de Italia, desembarcando en una vía fluvial que más tarde llevaría su nombre: el río Tara. Mientras Taras realizaba sacrificios en honor de su padre Poseidón en las costas itálicas del mar Jónico, se le apareció de repente un delfín, que saltó a las aguas del río, señal que interpretó como un buen augurio y un estímulo para fundar una ciudad dedicada a su madre Satyria o a su esposa Satureia, a la que llamó Saturo, lugar que aún existe en la actualidad.
Cuenta la leyenda que Taras desapareció repentinamente en las aguas del río durante un sacrificio de animales, para no volver jamás, ni siquiera se encontró su cuerpo. Los habitantes interpretaron la tragedia como una señal divina, creyendo que Neptuno acogía a su hijo en su corte como un gran héroe.
Desde entonces, se erigió un templo en su honor y se le veneró como a una deidad.
Según otras fuentes transmitidas por el historiador Eusebio de Cesarea, en el año 706 a. C. desembarcaron en el mismo lugar colonos partenopeos procedentes de Esparta y dirigidos por Falanto que, tras arrebatar el territorio a los yapigios, fundaron más tarde la ciudad, a la que llamaron Taranto en honor de Taras.

## Culto
Según Pausanias, fue venerado como un héroe que dio su nombre tanto a la ciudad como al río Tara.

## Representaciones
En las monedas antiguas de Tarento, Taras aparece cabalgando sobre un delfín y sosteniendo un tridente en la mano izquierda, símbolo de su padre Poseidón, mientras que en la mano derecha lleva un vaso sacrifical en recuerdo de los antiguos rituales en honor del mismo dios.
Existe cierta confusión sobre quién aparece representado en estas monedas: algunos numismáticos creen que se trata de Taras, mientras que otros afirman que es Falanto. La indecisión sobre la identidad del personaje se debe a que ambos fueron salvados por un delfín tras naufragar. En consecuencia, estos dos personajes no pueden evocarse por separado: sus recuerdos se unen en estas piezas.

## Tarento

Emblema moderno de la ciudad de Tarento con Taras y el delfín.

Cabe destacar que un puerto cercano a Tarento sigue llamándose Torre Saturo. Fue allí, a casi 15 km al sur de Tarento, donde los colonos espartanos establecieron su primera colonia en la zona de Tarento. 
La imagen de Taras cabalgando un delfín también aparece en el emblema de la ciudad moderna.